# 3697 Гайгерст
3697 Гайгерст (3697 Guyhurst) — астероїд головного поясу, відкритий 6 березня 1984 року.
Тіссеранів параметр щодо Юпітера — 3,536.